# Kokos Īlia
Kokos Īlia (in greco: Κόκος Ηλία; 11 marzo 1971) è un ex calciatore cipriota, di ruolo attaccante.

## Carriera

### Club
Ha giocato nella massima serie cipriota con Nea Salamis ed AEK Larnaka.

### Nazionale
Ha esordito con la nazionale cipriota nel 1992, giocando 13 partite fino al 1997.